# Londerzeel
Londerzeel è un comune belga di 17 452 abitanti nelle Fiandre (Brabante Fiammingo).